# (2296) Kugultinov
(2296) Kugultinov es un asteroide perteneciente al cinturón de asteroides, de la familia asteroidal de Temis, descubierto el 18 de enero de 1975 por la astrónoma soviética Liudmila Chernyj desde el Observatorio Astrofísico de Crimea (República de Crimea, Rusia).

## Designación y nombre
Designado provisionalmente como 1975 BA1. Fue nombrado en homenaje al escritor de la etnia calmuca soviética David Nikitich Kugultinov.